# 2079.
◄ | 20. stoljeće | 21. stoljeće | 22. stoljeće | ►
◄ | 2040-ih | 2050-ih | 2060-ih | 2070-ih | 2080-ih | 2090-ih | 2100-ih | ►
◄◄ | ◄ | 2076. | 2077. | 2078. | 2079. | 2080. | 2081. | 2082. | ► | ►►
Astronomija

## Događaji
- 1. svibnja – Potpuna pomrčina Sunca koju će se moći vidjeti na sjeveroistoku SAD (pokrit će New York), dijelove Kanade (Novu Škotsku, Newfoundland), na Grenlandu i na Arktičkom oceanu.
- 6. lipnja – Polja za SMALLDATETIME u podatkovnim bazama SQL-ovih poslužitelja će se postaviti na nadnevak 1. siječnja 1900.
- 11. kolovoza – Merkur će okultirati Mars po prvi put nakon 578. godine. Bit će teško promatrati, no ipak će biti najbolja okultacija za promatrati u 21. stoljeću.
- 24. listopada – Prstenasta pomrčina Sunca koju će se moći vidjeti s Antarktika i Novog Zelanda.